# 4 Hours of Imola 2022

Tor Autodromo Enzo e Dino Ferrari

4 Hours of Imola 2022 – długodystansowy wyścig samochodowy, który odbył się 15 maja 2022 roku. Był on drugą rundą sezonu 2022 serii European Le Mans Series.

## Kwalifikacje
Pole position w każdej kategorii oznaczone jest pogrubieniem.
| Poz.    | Klasa | Zespół                        | Kierowca           | Czas     | Strata  | Poz. s. |
| ------- | ----- | ----------------------------- | ------------------ | -------- | ------- | ------- |
| 1       | LMP2  | #88 AF Corse                  | Alessio Rovera     | 1:32,269 | —       | 1       |
| 2       | LMP2  | #31 TDS Racing x Vaillante    | Mathias Beche      | 1:32,613 | +0,344  | 2       |
| 3       | LMP2  | #9 Prema Racing               | Louis Delétraz     | 1:32,701 | +0,432  | 3       |
| 4       | LMP2  | #37 COOL Racing               | Yifei Ye           | 1:32,783 | +0,514  | 4       |
| 5       | LMP2  | #65 Panis Racing              | Job van Uitert     | 1:32,832 | +0,563  | 5       |
| 6       | LMP2  | #22 United Autosports         | Philip Hanson      | 1:32,837 | +0,568  | 6       |
| 7       | LMP2  | #47 Algarve Pro Racing        | Alexander Peroni   | 1:32,852 | +0,583  | 7       |
| 8       | LMP2  | #34 Racing Team Turkey        | Jack Aitken        | 1:32,900 | +0,631  | 8       |
| 9       | LMP2  | #28 IDEC Sport                | Paul-Loup Chatin   | 1:33,027 | +0,758  | 9       |
| 10      | LMP2  | #30 Duqueine Team             | Reshad de Gerus    | 1:33,039 | +0,770  | 10      |
| 11      | LMP2  | #21 Mühlner Motorsport        | Ugo De wilde       | 1:33,269 | +1,000  | 11      |
| 12      | LMP2  | #43 Inter Europol Competition | Pietro Fittipaldi  | 1:33,308 | +1,039  | 12      |
| 13      | LMP2  | #40 Graff Racing              | David Droux        | 1:33,358 | +1,089  | 13      |
| 14      | LMP2  | #51 Team Virage               | Jazeman Jaafar     | 1:33,418 | +1,149  | 14      |
| 15      | LMP2  | #19 Algarve Pro Racing        | Sophia Flörsch     | 1:33,556 | +1,287  | 15      |
| 16      | LMP2  | #35 BHK Motorsport            | Sergio Campana     | 1:33,902 | +1,633  | 16      |
| 17      | LMP3  | #17 COOL Racing               | Malthe Jakobsen    | 1:37,182 | +4,913  | 17      |
| 18      | LMP3  | #4 DKR Engineering            | Sebastián Álvarez  | 1:37,674 | +5,405  | 18      |
| 19      | LMP3  | #14 Inter Europol Competition | Noam Abramczyk     | 1:37,749 | +5,480  | 19      |
| 20      | LMP3  | #2 United Autosports          | Bailey Voisin      | 1:37,998 | +5,729  | 20      |
| 21      | LMP3  | #27 COOL Racing               | Nicolas Maulini    | 1:38,017 | +5,748  | 21      |
| 22      | LMP3  | #13 Inter Europol Competition | Guilherme Oliveira | 1:38,156 | +5,887  | 22      |
| 23      | LMP3  | #15 RLR MSport                | Valentino Catalano | 1:38,246 | +5,977  | 23      |
| 24      | LMP3  | #5 RLR MSport                 | Alex Kapadia       | 1:38,452 | +6,183  | 24      |
| 25      | LMP3  | #10 Eurointernational         | Xavier Lloveras    | 1:38,463 | +6,194  | 25      |
| 26      | LMP3  | #11 Eurointernational         | Max Koebolt        | 1:38,471 | +6,202  | 26      |
| 27      | LMP3  | #3 United Autosports          | Kay van Berlo      | 1:38,517 | +6,248  | 27      |
| 28      | LMP3  | #7 Nielsen Racing             | James Littlejohn   | 1:38,823 | +6,554  | 28      |
| 29      | LMP3  | #6 360 Racing                 | Ross Kaiser        | 1:38,906 | +6,637  | 29      |
| 30      | LMGTE | #69 Oman Racing with TF Sport | Ahmad Al Harthy    | 1:41,974 | +9,705  | 30      |
| 31      | LMGTE | #83 Iron Lynx                 | Sarah Bovy         | 1:42,357 | +10,088 | 31      |
| 32      | LMGTE | #18 Absolute Racing           | Andrew Haryanto    | 1:42,926 | +10,657 | 32      |
| 33      | LMGTE | #32 Rinaldi Racing            | Gabriele Lancieri  | 1:43,075 | +10,806 | 33      |
| 34      | LMGTE | #66 JMW Motorsport            | Giacomo Petrobelli | 1:43,150 | +10,881 | 34      |
| 35      | LMGTE | #57 Kessel Racing             | Takeshi Kimura     | 1:43,419 | +11,150 | 35      |
| 36      | LMGTE | #55 Spirit of Race            | Duncan Cameron     | 1:43,502 | +11,233 | 36      |
| 37      | LMGTE | #77 Proton Competition        | Christian Ried     | 1:43,616 | +11,347 | 37      |
| 38      | LMGTE | #93 Proton Competition        | Michael Fassbender | 1:44,336 | +12,067 | 38      |
| 39      | LMGTE | #33 Rinaldi Racing            | Christian Hook     | 1:44,560 | +12,291 | 39      |
| 40      | LMGTE | #95 Oman Racing with TF Sport | John Hartshorne    | 1:45,449 | +13,180 | 40      |
| 41      | LMGTE | #60 Iron Lynx                 | Claudio Schiavoni  | 1:45,485 | +13,216 | 41      |
| 42      | LMP2  | #24 Nielsen Racing            | —                  | —        | —       | 42      |
| Źródła: |       |                               |                    |          |         |         |

## Wyścig
Minimum do bycia sklasyfikowanym (70 procent dystansu pokonanego przez zwycięzców wyścigu) wyniosło 88 okrążeń. Zwycięzcy klas są oznaczeni pogrubieniem.
| Poz.              | Klasa         | Zespół                        | Kierowcy                                                 | Samochód                 | Opony | Okr. | Czas/Strata  |
| ----------------- | ------------- | ----------------------------- | -------------------------------------------------------- | ------------------------ | ----- | ---- | ------------ |
| 1                 | LMP2          | #9 Prema Racing               | Lorenzo Colombo Louis Delétraz Ferdinand Habsburg        | Oreca 07                 | G     | 127  | 4:00:39,273  |
| 2                 | LMP2          | #22 United Autosports         | Philip Hanson Tom Gamble Duncan Tappy                    | Oreca 07                 | G     | 127  | +4,659       |
| 3                 | LMP2          | #37 COOL Racing               | Nicolas Lapierre Niklas Krütten Yifei Ye                 | Oreca 07                 | G     | 127  | +29,182      |
| 4                 | LMP2          | #65 Panis Racing              | Julien Canal Nicolas Jamin Job van Uitert                | Oreca 07                 | G     | 127  | +29,981      |
| 5                 | LMP2          | #28 IDEC Sport                | Paul Lafargue Paul-Loup Chatin Patrick Pilet             | Oreca 07                 | G     | 127  | +1:04,130    |
| 6                 | LMP2          | #30 Duqueine Team             | Memo Rojas Reshad de Gerus Richard Bradley               | Oreca 07                 | G     | 127  | +1:28,794    |
| 7                 | LMP2 (Pro-Am) | #34 Racing Team Turkey        | Salih Yoluç Charlie Eastwood Jack Aitken                 | Oreca 07                 | G     | 127  | +1:29,192    |
| 8                 | LMP2          | #19 Algarve Pro Racing        | Sophia Flörsch Bent Viscaal                              | Oreca 07                 | G     | 126  | +1 okrążenie |
| 9                 | LMP2          | #43 Inter Europol Competition | David Heinemeier Hansson Fabio Scherer Pietro Fittipaldi | Oreca 07                 | G     | 126  | +1 okrążenie |
| 10                | LMP2 (Pro-Am) | #31 TDS Racing x Vaillante    | Philippe Cimadomo Mathias Beche Tijmen van der Helm      | Oreca 07                 | G     | 125  | +2 okrążenia |
| 11                | LMP2          | #21 Mühlner Motorsport        | Matthias Kaiser Thomas Laurent Ugo De wilde              | Oreca 07                 | G     | 125  | +2 okrążenia |
| 12                | LMP2 (Pro-Am) | #24 Nielsen Racing            | Rodrigo Sales Matthew Bell Ben Hanley                    | Oreca 07                 | G     | 125  | +2 okrążenia |
| 13                | LMP2 (Pro-Am) | #40 Graff Racing              | Eric Trouillet Sébastien Page David Droux                | Oreca 07                 | G     | 124  | +3 okrążenia |
| 14                | LMP2 (Pro-Am) | #88 AF Corse                  | François Perrodo Nicklas Nielsen Alessio Rovera          | Oreca 07                 | G     | 123  | +4 okrążenia |
| 15                | LMP2 (Pro-Am) | #47 Algarve Pro Racing        | John Falb James Allen Alexander Peroni                   | Oreca 07                 | G     | 123  | +4 okrążenia |
| 16                | LMP3          | #3 United Autosports          | Kay van Berlo Andrew Bentley                             | Ligier JS P320           | M     | 123  | +4 okrążenia |
| 17                | LMP2          | #35 BHK Motorsport            | Francesco Dracone Sergio Campana Markus Pommer           | Oreca 07                 | G     | 122  | +5 okrążeń   |
| 18                | LMP3          | #27 COOL Racing               | Nicolas Maulini Jean-Ludovic Foubert Antoine Doquin      | Ligier JS P320           | M     | 122  | +5 okrążeń   |
| 19                | LMP3          | #17 COOL Racing               | Maurice Smith Michael Benham Malthe Jakobsen             | Ligier JS P320           | M     | 122  | +5 okrążeń   |
| 20                | LMGTE         | #69 Oman Racing with TF Sport | Ahmad Al Harthy Marco Sørensen Samuel De Haan            | Aston Martin Vantage AMR | G     | 121  | +6 okrążeń   |
| 21                | LMP3          | #5 RLR MSport                 | Michael Jensen Nick Adcock Alex Kapadia                  | Ligier JS P320           | M     | 121  | +6 okrążeń   |
| 22                | LMGTE         | #95 Oman Racing with TF Sport | John Hartshorne Henrique Chaves Jonathan Adam            | Aston Martin Vantage AMR | G     | 120  | +7 okrążeń   |
| 23                | LMGTE         | #55 Spirit of Race            | Duncan Cameron Matthew Griffin David Perel               | Ferrari 488 GTE Evo      | G     | 120  | +7 okrążeń   |
| 24                | LMGTE         | #66 JMW Motorsport            | Giacomo Petrobelli Sean Hudspeth Matthew Payne           | Ferrari 488 GTE Evo      | G     | 120  | +7 okrążeń   |
| 25                | LMP3          | #4 DKR Engineering            | Sebastián Álvarez Alexander Bukhantsov Tom van Rompuy    | Duqueine M30 - D08       | M     | 119  | +8 okrążeń   |
| 26                | LMGTE         | #60 Iron Lynx                 | Claudio Schiavoni Matteo Cressoni Davide Rigon           | Ferrari 488 GTE Evo      | G     | 119  | +8 okrążeń   |
| 27                | LMGTE         | #33 Rinaldi Racing            | Christian Hook Oscar Tunjo Fabrizio Crestani             | Ferrari 488 GTE Evo      | G     | 118  | +9 okrążeń   |
| 28                | LMGTE         | #93 Proton Competition        | Michael Fassbender Zacharie Robichon Richard Lietz       | Porsche 911 RSR-19       | G     | 117  | +10 okrążeń  |
| 29                | LMGTE         | #83 Iron Lynx                 | Rahel Frey Michelle Gatting Sarah Bovy                   | Ferrari 488 GTE Evo      | G     | 107  | +20 okrążeń  |
| 30                | LMP3          | #15 RLR MSport                | Horst Felbermayr Jr Valentino Catalano Austin Mccusker   | Ligier JS P320           | M     | 106  | +21 okrążeń  |
| 31                | LMP3          | #11 Eurointernational         | Max Koebolt Jérôme de Sadeleer                           | Ligier JS P320           | M     | 106  | +21 okrążeń  |
| 32                | LMP3          | #13 Inter Europol Competition | Nicolas Pino Charles Crews Guilherme Oliveira            | Ligier JS P320           | M     | 99   | +28 okrążeń  |
| Niesklasyfikowani |               |                               |                                                          |                          |       |      |              |
|                   | LMP3          | #14 Inter Europol Competition | Noam Abramczyk Mateusz Kaprzyk James Dayson              | Ligier JS P320           | M     | 118  |              |
|                   | LMP2 (Pro-Am) | #51 Team Virage               | Rob Hodes Gabriel Aubry Jazeman Jaafar                   | Oreca 07                 | G     | 87   |              |
|                   | LMP3          | #7 Nielsen Racing             | Anthony Wells James Littlejohn                           | Ligier JS P320           | M     | 66   |              |
|                   | LMP3          | #2 United Autosports          | Bailey Voisin Joshua Caygill Finn Gehrsitz               | Ligier JS P320           | M     | 44   |              |
|                   | LMGTE         | #18 Absolute Racing           | Andrew Haryanto Martin Rump Alessio Picariello           | Porsche 911 RSR-19       | G     | 37   |              |
|                   | LMP3          | #10 Eurointernational         | Glenn van Berlo Xavier Lloveras Adrien Chila             | Ligier JS P320           | M     | 27   |              |
|                   | LMGTE         | #32 Rinaldi Racing            | Pierre Ehret Nicolas Varrone Gabriele Lancieri           | Ferrari 488 GTE Evo      | G     | 19   |              |
|                   | LMGTE         | #77 Proton Competition        | Christian Ried Lorenzo Ferrari Gianmaria Bruni           | Porsche 911 RSR-19       | G     | 11   |              |
|                   | LMP3          | #6 360 Racing                 | Terrence Woodward Ross Kaiser Mark Richards              | Ligier JS P320           | M     | 4    |              |
| Zdyskwalifikowani |               |                               |                                                          |                          |       |      |              |
| [ d ]             | LMGTE         | #57 Kessel Racing             | Takeshi Kimura Frederik Schandorff Mikkel Jensen         | Ferrari 488 GTE Evo      | G     | 120  |              |
| Źródło:           |               |                               |                                                          |                          |       |      |              |